# Nicolas Jackson
Nicolas Jackson (nascut el 20 de juny de 2001) és un futbolista professional que juga de davanter al Chelsea FC. Nascut a Gàmbia, representa la selecció del Senegal.

## Carrera de club

### Inicis
Nascut a Banjul i amb ascendència senegalesa, Jackson es va criar a Ziguinchor, Senegal. Va començar a jugar a l'ASC Tilene local abans d'unir-se a Casa Sports, on va formar part de la plantilla del primer equip durant la temporada 2018-19. També va ser nomenat millor jugador del partit en un empat 1-1 contra l'AS Pikine el 16 de novembre de 2018.

### Vila-real
El setembre de 2019, Jackson va acceptar un contracte amb el Vila-real CF de la Lliga, i fou assignat a l'equip Juvenil A.

#### Cessió al Mirandés
El 5 d'octubre de 2020, després d'acabar la seva formació, Jackson va ser cedit al CD Mirandés de Segona Divisió per a la temporada 2020-21. Va fer el seu debut professional tretze dies després, entrant com a substitut a la segona part d'Antonio Caballero en un empat 0-0 a casa contra el RCD Mallorca.
Jackson va marcar el seu primer gol professional el 28 de novembre de 2020, marcant el primer gol en un empat a casa 1-1 contra el CD Castelló. Va ser el seu únic gol de la temporada, en la qual els Jabatos van acabar en la 10a posició.

#### Primera divisió
Al seu retorn, Jackson va jugar amb l'equip B del Vila-real a Primera Divisió RFEF, marcant set gols quan l'equip va aconseguir l'ascens a segona divisió. Va debutar amb el seu primer equip, i a la Lliga, el 3 d'octubre de 2021, substituint Arnaut Danjuma al final d'una victòria a casa per 2-0 davant el Reial Betis.
Jackson va marcar el seu primer gol a la primera divisió el 13 d'agost de 2022, el primer d'una victòria a casa per 3-0 davant el Real Valladolid. Tretze dies després, ell i el seu company Álex Baena van ascendir a la primera plantilla.
El gener de 2023, el Vila-real va arribar a un acord de 22,5 milions de lliures amb l'AFC Bournemouth per al fitxatge de Jackson, però va fallar el seu examen mèdic per problemes d'isquiotibials. Després de tornar a l'acció al març, va marcar nou gols durant els mesos d'abril i maig, que van incloure doblets contra el RC Celta de Vigo, l'Athletic Club i el Cádiz CF.

### Chelsea
El 30 de juny de 2023, Jackson va tornar a la Premier League en signar contracte amb el Chelsea FC per vuit anys, fins al 2031, a canvi de 32 milions de lliures. El 13 d'agost va debutar amb el seu nou club en un empat 1–1 contra el Liverpool FC a la Premier League.

## Carrera internacional
Nascut a Gàmbia, Jackson es va criar al Senegal i té doble ciutadania. Va representar el Senegal a nivell sub-20, va rebre la seva primera convocatòria el novembre de 2018.
Després de ser convocat a l'equip sènior per l'entrenador Aliou Cissé per a dos amistosos el setembre de 2022, Jackson va ser inclòs a la llista de 26 jugadors per a la Copa del Món de la FIFA 2022 l'11 de novembre de 2022. Va fer el seu debut internacional complet en el primer partit de la competició del Senegal, substituint Krépin Diatta en la derrota per 2-0 contra els Països Baixos.

## Palmarès
Individual
- Jugador del mes de la Lliga: maig de 2023[22]